# Salcombe
Salcombe es una ciudad turística en el distrito South Hams, condado de Devon, en Inglaterra (Reino Unido), con una población estimada a mediados de 2016 de 1688 habitantes. Se encuentra ubicada en el centro de la península del Suroeste, cerca de la ciudad de Exeter y de la orilla del canal de la Mancha (océano Atlántico).

## Geografía
La ciudad está cerca de la desembocadura del estuario de Kingsbridge, construida en su mayor parte en el empinado lado oeste del estuario. Se encuentra dentro del Área de Excepcional Belleza Natural del Sur de Devon (AONB). El extenso paseo marítimo de la ciudad y el puerto naturalmente protegido formado por el estuario dieron lugar a su éxito como puerto de navegación, construcción y vela y, en los tiempos modernos, al turismo, especialmente en forma de embarcaciones de recreo y yates . La ciudad también alberga una industria tradicional de pesca de mariscos. La ciudad es parte del distrito electoral de Salcombe y Malborough, para el cual el censo de 2011 registró una población total de 3.353. 

## Historia
Hay varios naufragios frente a Salcombe. El más antiguo es un barco de la Edad del Bronce, uno de los tres únicos conocidos en Gran Bretaña que tenían armas y joyas fabricadas en lo que hoy es Francia. El Salcombe Cannon Wreck es un barco del siglo XVII que contenía 400 monedas de oro marroquíes y artículos holandeses. En 1936, una barca finlandesa de cuatro mástiles, Herzogin Cecilie, encalló en Ham Stone y posteriormente quedó varada en Starehole Bay, cerca de Bolt Head. También frente a Salcombe se encuentra el HMS Untiring, un submarino de la Segunda Guerra Mundial, hundido en 1957 como objetivo de sonar. En la carta S298 del siglo IX se ofrece una descripción de los South Hams. No se refiere a Salcombe pero su área es parte de Badestone (Batson).  "Salcombe" aparece por primera vez en los registros en 1244, en los límites de Batson y West Portlemouth (Portlemore Barton). En 1570, había 56 marineros, mientras que dos años más tarde, otro estudio muestra cinco barcos de menos de 60 toneladas en Salcombe.
En 1566, había diez redes de cerco en Salcombe, mientras que en la década de 1580, los pescadores de Salcombe viajaban anualmente a Padstow para la nueva pesquería de arenque. Mientras estuvieron allí, alquilaron cabañas y almacenes. 
Las ruinas de Fort Charles permanecen hacia el sur de la ciudad. Fue construido por Enrique VIII para defender la ría. Durante la guerra civil inglesa, la ciudad se puso del lado de los realistas . De enero a mayo de 1646, el fuerte resistió contra los Roundheads y fue el último bastión realista. Fue despreciado por orden del Parlamento. Hay pocos registros del pueblo entre 1650 y 1750, pero se piensa que los habitantes vivían de la pesca y el contrabando.  En 1764, se construyó la primera casa de vacaciones, The Moult, en Salcombe.
En el siglo XIX, Salcombe era un importante centro de transporte marítimo en el comercio de frutas. Los barcos de Salcombe navegaron hacia Iberia, el Mediterráneo y el Caribe, así como hacia las Azores y Terranova. Los cargamentos de fruta eran naranjas y limones de las Azores y piñas de las Bahamas y las Indias Occidentales. Otros cargamentos traídos incluyeron azúcar, ron, cocos y pomelos. Además, se trajeron maderas como el ébano y la caoba para equipar los barcos. Salcombe y Kingsbridge eran lugares ocupados en la construcción naval, produciendo la goleta Salcombe, que era un barco rápido que podía navegar con pocas manos. Sin embargo, casi la mitad de la flota se perdió con todas sus tripulaciones. En 1811 se estableció una asociación mutua de seguros marítimos para asegurar los barcos de Salcombe.
La flota de Salcombe también participó en el comercio costero, suministrando carbón de Gales y llevándose sidra, malta, cereales y pizarras. En 1870 se instaló un ferry a Brest, pero no duró. En 1871, la parte central de Salcombe, excluidos los distritos periféricos, contaba con 776 personas, con 34 carpinteros y 13 carpinteros navales. También estaban presentes cinco aserradores, tres fabricantes de bloques, dos aparejadores de barcos, tres fabricantes de velas, un hojalatero y cuatro herreros. Sin embargo, en la década de 1870, el comercio de frutas disminuyó debido a los brotes de enfermedades de la naranja y la piña, así como a la llegada de los barcos de vapor. Se encontró trabajo llevando sal a Terranova y regresando con bacalao pero, en 1914, sólo había tres o cuatro barcos mercantes de propiedad local en el estuario. En ese momento, la navegación de recreo comenzó en Salcombe, y el club náutico se fundó en 1894. Uno de los barcos que compitió fue el Salcombe Yawl, para el cual se ha creado una asociación de propietarios. En 1824 se construyó una autopista de peaje hacia Salcombe  Originalmente, Salcombe era parte de la parroquia de Malborough, pero en 1401 se construyó una capilla cómoda en Salcombe. La iglesia parroquial no se construyó hasta el siglo XIX. La población de Salcombe era 972 en 1841, pero había aumentado a aproximadamente 1500 en 1850. También hay una Capilla Wesleyana y una iglesia católica.
Entre las dos guerras mundiales, Salcombe se desarrolló como lugar de vacaciones y en 1922 se fundó el Salcombe Sailing Club. Entre las dos guerras mundiales, Salcombe se desarrolló como lugar de vacaciones y en 1922 se fundó el Salcombe Sailing Club. Durante la Segunda Guerra Mundial, se instaló una estación de radar en Bolt Head y Salcombe se convirtió en una base anfibia avanzada para la Armada de los Estados Unidos en septiembre de 1943. El hotel Salcombe se convirtió en la sede de este último y se requisaron otras 60 propiedades, y se construyeron cabañas Quonset en la colina cerca del Rugby Club. Además, se construyeron Whitestrand Quay y la grada. 137 oficiales y 1793 hombres tenían su base en Salcombe. 66 barcos y numerosos buques auxiliares zarparon de Salcombe el 4 de junio de 1944, como parte de la "Force U" que desembarcó en Utah Beach, Normandía . Posteriormente, Shadycombe Creek y Mill Bay se utilizaron para reparar lanchas de desembarco dañadas. La base cerró el 7 de mayo de 1945 y se colocó una placa en Normandy Way para conmemorar a la Armada de los Estados Unidos.  Salcombe y el distrito sufrieron varios bombardeos durante la guerra.
La antigua estación de radar de Bolt Head, cerca de Salcombe, se creó para ser utilizada como sede del gobierno regional en caso de ataque durante la Guerra Fría . Ahora ha sido desmantelado. Ha habido muchos cambios en Salcombe Waterfront desde la Segunda Guerra Mundial, siendo el más notable la construcción del parque de automóviles y barcos Creek y la carretera a Batson.  Salcombe se convirtió en un distrito urbano tras una ley del Parlamento en 1972.

## Puerto

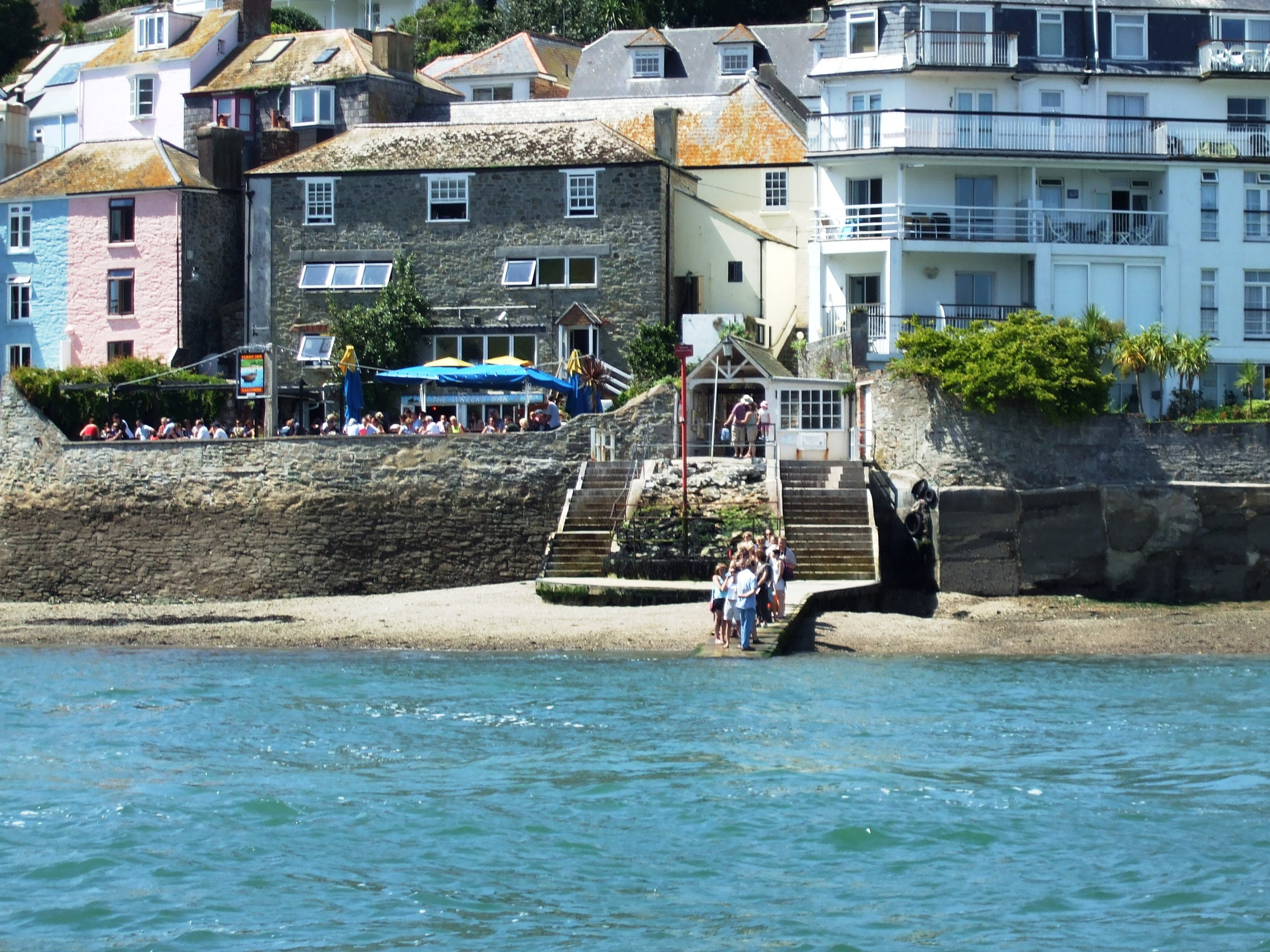
El muelle Jubilee en Salcombe

Salcombe se convirtió en un puerto de registro de barcos en 1864, pero aún pertenecía a Dartmouth a efectos aduaneros. Posteriormente se construyó una aduana en Salcombe que todavía existe. Entre 1796 y 1887, se botaron al menos 200 buques desde Salcombe. Para proporcionar más espacio, los astilleros se ampliaron recuperando la playa, pero luego se reconstruyeron y se construyeron otros nuevos en Shadycombe Creek. Sin embargo, se perdieron muchos barcos, incluidos siete barcos locales frente a las Azores en noviembre de 1851. En 1851 había cuatro talleres de fabricantes de velas en Salcombe y tres herreros. La mayoría de las casas victorianas que se ven hoy en Salcombe fueron construidas por armadores y capitanes. Después de 1880, con la llegada de la propulsión a vapor y los barcos más grandes, hubo menos trabajos de construcción y reparación nuevos. Los marineros y artesanos de Salcombe se trasladaron a los puertos pesqueros de altura o a los astilleros. 
El famoso poema de Lord Tennyson " Crossing the Bar " se inspiró en una visita a Salcombe durante el siglo XIX. El poema comienza con las líneas:
Atardecer y estrella vespertina y una llamada clara para mí
Y que no haya gemidos de la barra,
Cuando salgo hacia tí
El gemido se refiere al ruido del agua rompiendo sobre El Bar. La estación de botes salvavidas de Salcombe fue establecida por la Royal National Lifeboat Institution en 1869. En 1916, el bote salvavidas de Salcombe, un bote de remos abierto "The William and Emma", volcó al cruzar The Bar, lo que provocó la pérdida de 13 de las vidas de los 15 tripulantes. Sin embargo, pronto se formó otro equipo y la estación continúa hasta el día de hoy. Hay un barco para todo clima Tamar-class y un barco costero Atlantic 85 . La estación de botes salvavidas original en South Sands ya no se utiliza y hay un museo y una tienda de botes salvavidas en la ciudad de Salcombe, en la propia estación de botes salvavidas. 